# Bijagos
Els bijago (també Añaki, Bidjogo, Bidjugo, Bidyogo, Bidyougo, Bijagos, Bijogo, Bijogos, Bijuga, Bijugo, Bisago, Bissago, Bojago, Budjago, Bugago, Bujago). són un grup ètnic d'Àfrica Occidental establert principalment a l'arxipèlag dels Bijagós, al llarg de les costes de Guinea Bissau. La seva llengua és el bijago (o bidyogo), una llengua atlàntica amb un nombre de parlants calculat aproximadament en 29.900 en 2006. També utilitzen força el crioll de Guinea Bissau.

## Història
La primera vegada que s'esmenta la Bijagós fou el navegant portuguès Pedro de Sintra en 1456. Fins i tot abans de l'època del descobriment, els bijagos van tenir un paper central en el comerç d'Àfrica Occidental i mantenien una poderosa flota de grans canoes d'alta mar amb capacitat de fins a 70 homes. Això els va permetre en 1535 mantenir a ratlla els portuguesos que volien conquerir les illes. A mitjan segle xvii deixaren els enfrontaments amb els portuguesos i van començar una relació comercial activa.

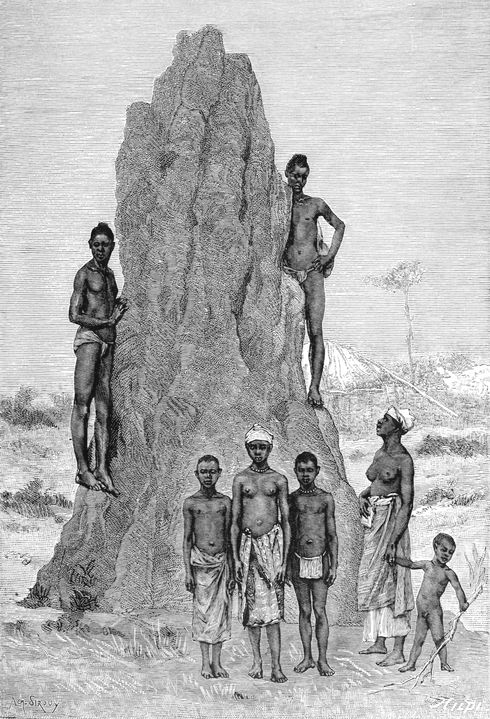
Bijagos en un termiter, 1890

Durant els segles xvi i xvii els bijagos foren objectiu del comerç d'esclaus portuguès, tot i que com a esclaus eren coneguts per la seva rebel·lia. Comerciaren armes, ferro i brandi amb els europeus i durant la dècada de 1630 sovint atacaren els establiments de la costa guineana, cosa que obligà als portuguesos a alçar fortificacions i a fer expedicions de represàlia.
El bijagós es van organitzar a nivell local amb forts governants locals militars sense estar organitzats en una monarquia o estat comú, i que van organitzar incursions a la costa de la terra ferma. Mentre que a les illes Bubaque, Roxa i Orango hi havia monarquies hereditàries de caràcter diví, a les altres illes els caps eren elegits. A més les sacerdotesses eren "caps secrets". En el segle xviii els britànics tractaren infructuosament de crear un assentament, que topà amb una forta resistència. La seva ubicació aïllada, la seva organització descentralitzada i el tarannà guerrer els ajudà a resistir la pressió militar exterior.
Des de 1870 Portugal va realitzar esforços per posar les illes sota el seu control, però només en la dècada de 1920 les illes van ser "pacificades" i fins i tot en 1936 va ser aixafat l'últim aixecament dels Bijagos. Tots els ferraters van ser assassinats com a productors d'armes. Les illes van ser incorporades de manera permanent a la colònia de Guinea Portuguesa. Els colonialistes van establir un sistema de treball forçat que per als desunits bijagos va resultar particularment catastròfic. Les Illes Bissagos es van incorporar a la Guinea Bissau independent en 1974.

## Cultura
Elaboren màscares zoomorfes que representen el més sovint bòvids, però també taurons o peixos serra. S'utilitzen en les cerimònies que reuneixen a la població per grups d'edat.

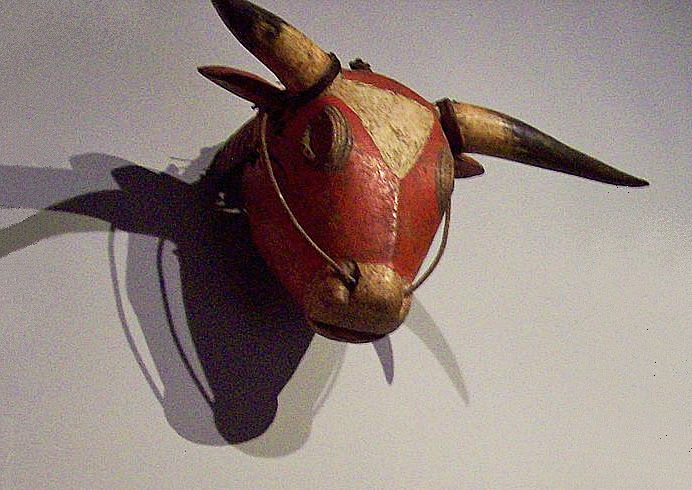
Màscara de bòvid
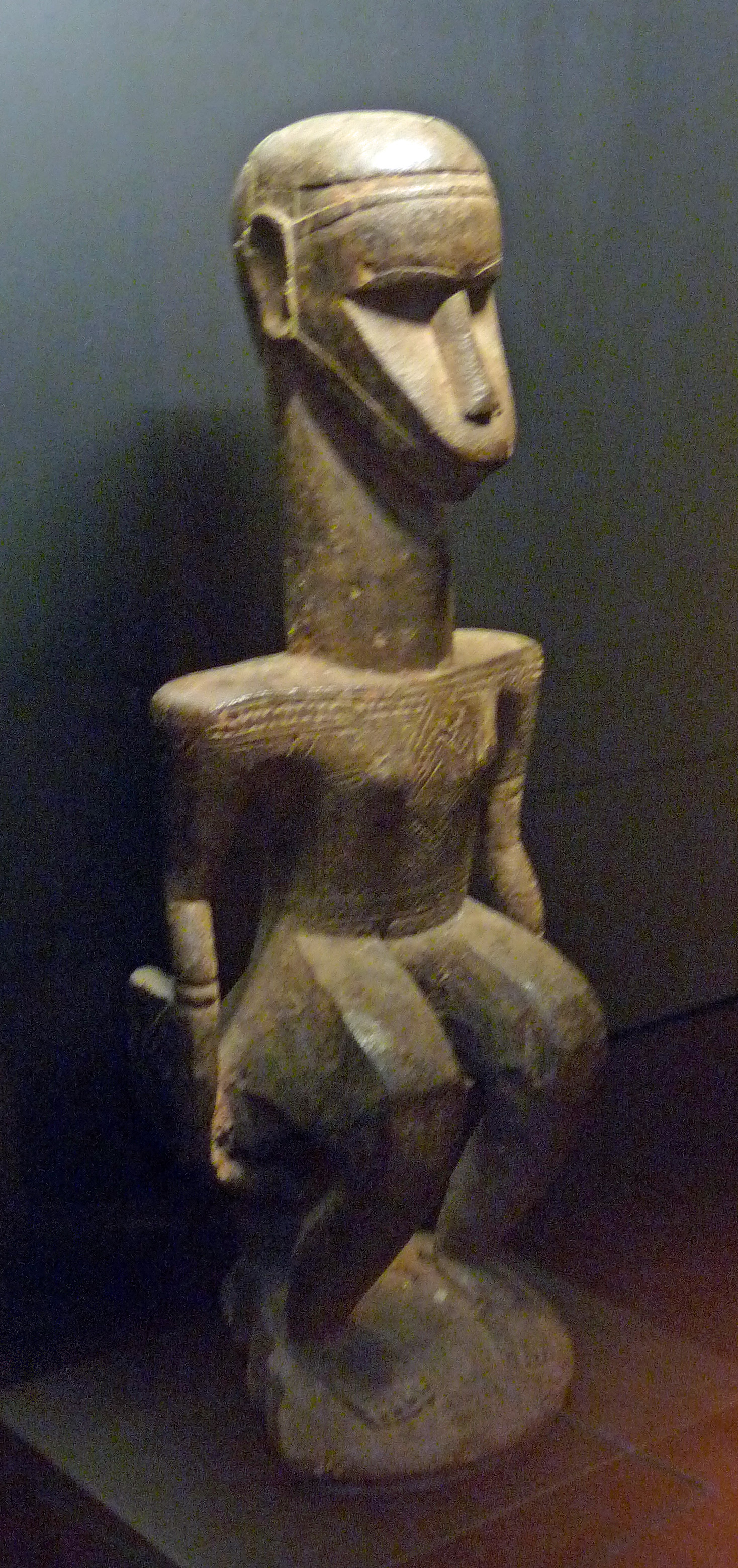
Estàtua de l'altar
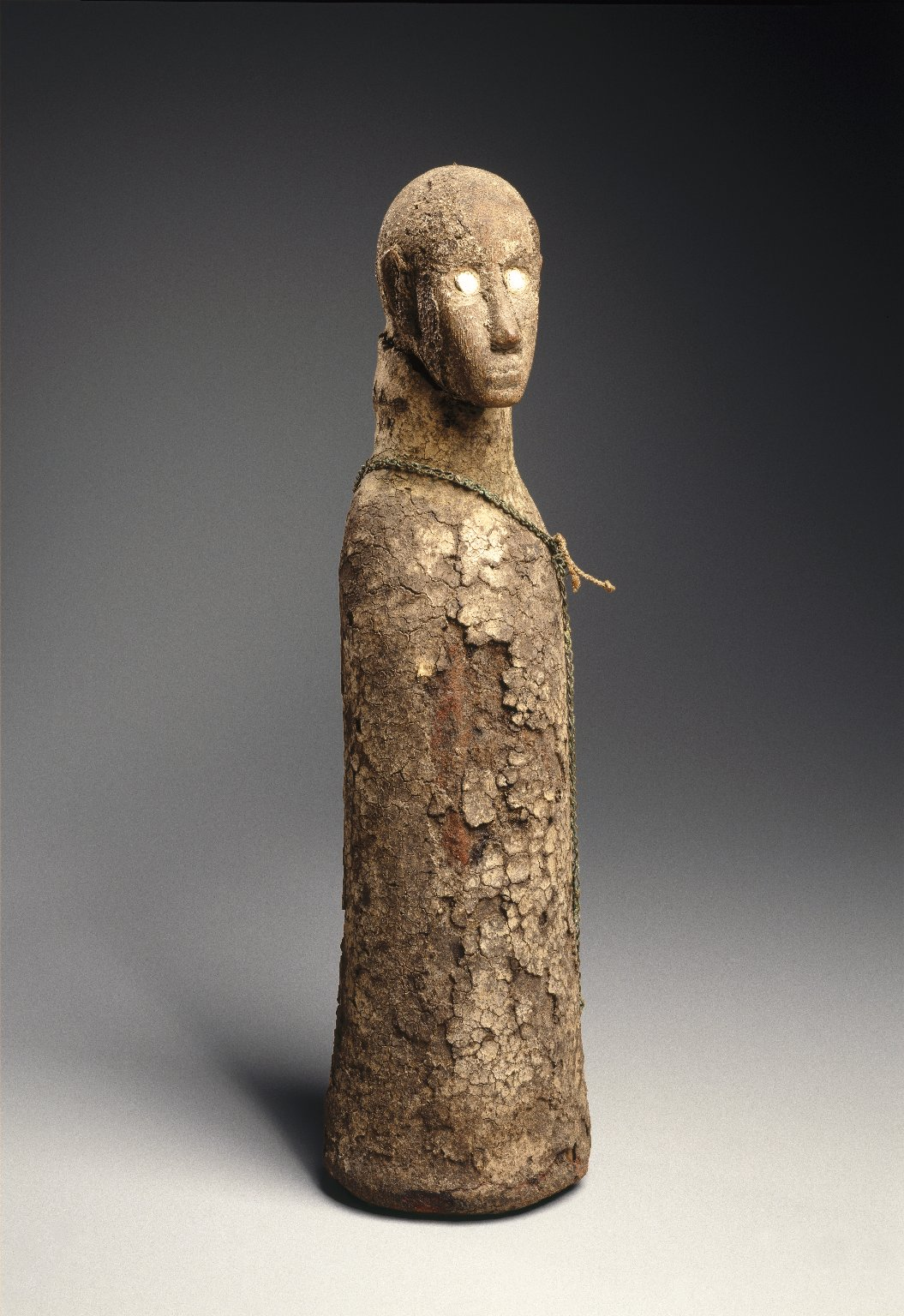
Recipient per les ànimes dels morts (Eraminhô)

## Filmografia
- Naître Bijago, film documental de Jean-Paul Colleyn i Catherine De Clippel, IRD, Bondy ; RTBF, Acmé, 1992, 40' (VHS)
- Le voyage des âmes, film documental de Jean-Paul Colleyn, Catherine de Clippel i Alexandra de Souza, Radio-télévision belge de la communauté française, Bruxelles, ORSTOM, Bondy, 1995, 30 min (VHS)
- Peuples de l'eau : l'archipel des Bijagos, film documental de Nicolas Jouvin, Taxi vidéo brousse, Paris, 1995 (VHS)
- Donne-moi des pieds pour danser, film documental de Claude-Pierre Chavanon, Octogone-Productions, Lyon 1997, 52' (DVD) diffusé sur RFO, RTBF. prix du Ministère des Affaires Etrangères au 27° Bilan du film ethnographique de Paris (1998) Disponible a filmoctogone@amac-parole.com